# Iglesia de Nuestra Señora de la Asunción (Bonares)
La Iglesia Parroquial de Nuestra Señora de la Asunción es un templo católico que se encuentra en el municipio de Bonares, provincia de Huelva (España). Esta iglesia parroquial esta bajo el patrocinio de la Asunción de la Virgen. Su capilla mayor está decorada con temas referentes a la titular del templo y a Santa María Salomé, patrona del municipio.

## Descripción
Se trata de un edificio sencillo que combina elementos de diferentes estilos adquiridos en sus sucesivas reformas. Posee un buque de estilo mudéjar formado por tres naves que terminan cada una en una capilla absidial de estilo barroco. Sin embargo, la techumbre de la nave mayor vuelve a ser de estilo mudéjar, mientras que las otras dos poseen cubiertas de colgadizo.
La capilla mayor es de planta cuadrada, con pechinas sobre las que se sitúa una cúpula, del estilo propio en que se hizo su reforma en el siglo XVIII. Su decoración pictórica hace referencia a la Asunción y a la Santa, y fue realizada por Rafael Blas Rodríguez, cuyas iniciales pueden observarse sobre la representación de Pio XII. En la nave central se localiza la sillería del coro bajo, de estilo mudéjar y que data de la segunda mitad del siglo XVIII. Tras su reforma en 1983, de los diez sitiales originales, se pasó a los cuatro actuales.
En su exterior también se puede observar la conjunción de estilos debida a sus varias reformas durante el transcurso de los siglos. El buque del templo y las capillas absidiales están cubiertos por tejas árabes, el buque a dos aguas y las capillas, a una. Externamente destaca la cúpula de la capilla mayor. La torre situada en la planta del templo, en el centro de la nave mayor, es una torre fachada que hoy en día se encuentra parcialmente oculta por las reformas realizadas a principios del siglo XX y que adosaron a ella nuevas dependencias como el despacho y el archivo parroquial y la capilla de la Virgen del Rocío. El cuerpo de campanas se localiza sobre un basamento corrido.

## Historia
En 1629 el templo original se encontraba en estado ruinoso, por lo que se llevó a cabo su completa reedificación. De estas obras se conserva aún el original en la caña de la torre de la fachada principal. En el primer tercio del siglo XVIII se realizó un nuevo retablo mayor, la demolición y reedificación de la capilla mayor por filtraciones de lluvias, así como el repaso de los tejados.
EN 1755, el terremoto de Lisboa dañó gravemente el edificio, quedando inutilizable su torre-campanario. Por ello, el cuerpo de campanas tuvo que ser levantado de nuevo en la segunda mitad del siglo XVIII. La otra reforma importante del edificio fue llevada a cabo entre 1803 y 1818, en la que casi quedó reducido a un solar. En 1884 y en 1922 fueron llevadas a cabo obras de mantenimiento. La última reforma fue realizada en 1983 por el arquitecto Máximo Gómez del Castillo Gener, en la que se levantó una nueva cubierta.
Durante la Guerra Civil la iglesia fue destinada a una escuela pública, por lo que no fue destruida, a diferencia de lo que ocurrió en la vecina localidad de Rociana del Condado con su Iglesia de San Bartolomé.